# Kerstin Bergström (1870–1904)
Kristina (Kerstin) Bergström, född 26 november 1870 i Färnebo socken, död 5 januari 1904 i Cannes, var en svensk konstnär och formgivare.
Hon var dotter till disponenten Olof August Bergström och Kristina Olsson samt sondotter till Olof Bergström. Bergström utvandrade 1895 till USA där hon var verksam som formgivare vid flera framstående juvelerarfirmor i New York och Chicago. I början av 1900-talet återvände hon till Europa och var bosatt i Frankrike fram till sin död.